# María Feliciana de los Ángeles Miranda
María Feliciana de los Ángeles Miranda fue una prócer salvadoreña, y líder de uno de los primeros alzamientos contra las autoridades españolas en 1811.

## Biografía

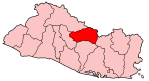
Departamento de Cabañas en El Salvador.

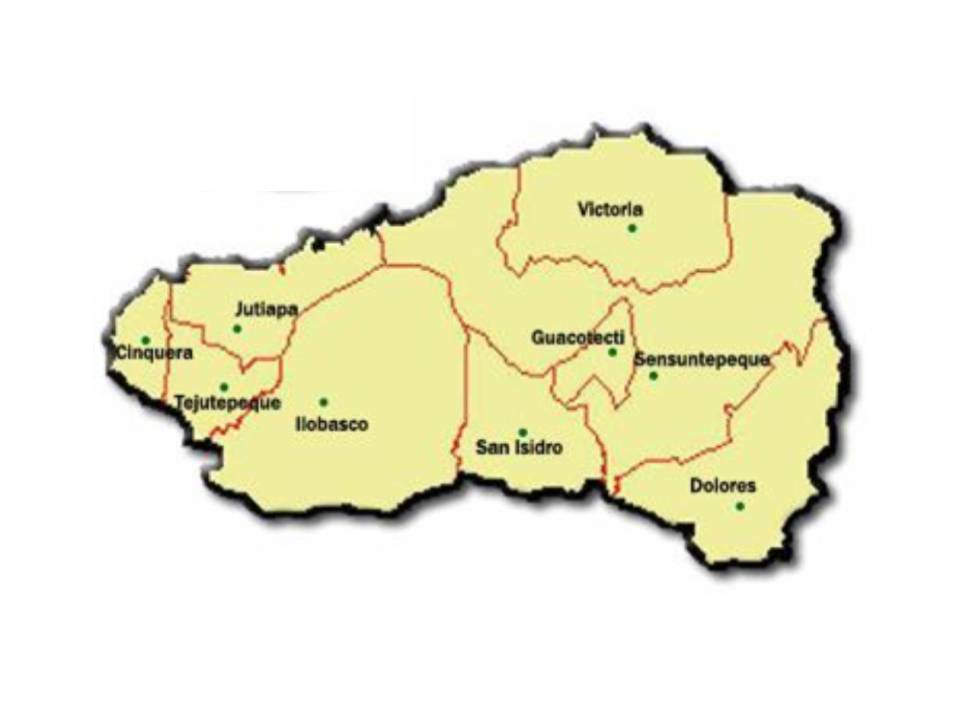
Sensutepeque en el Departamento de Cabañas.

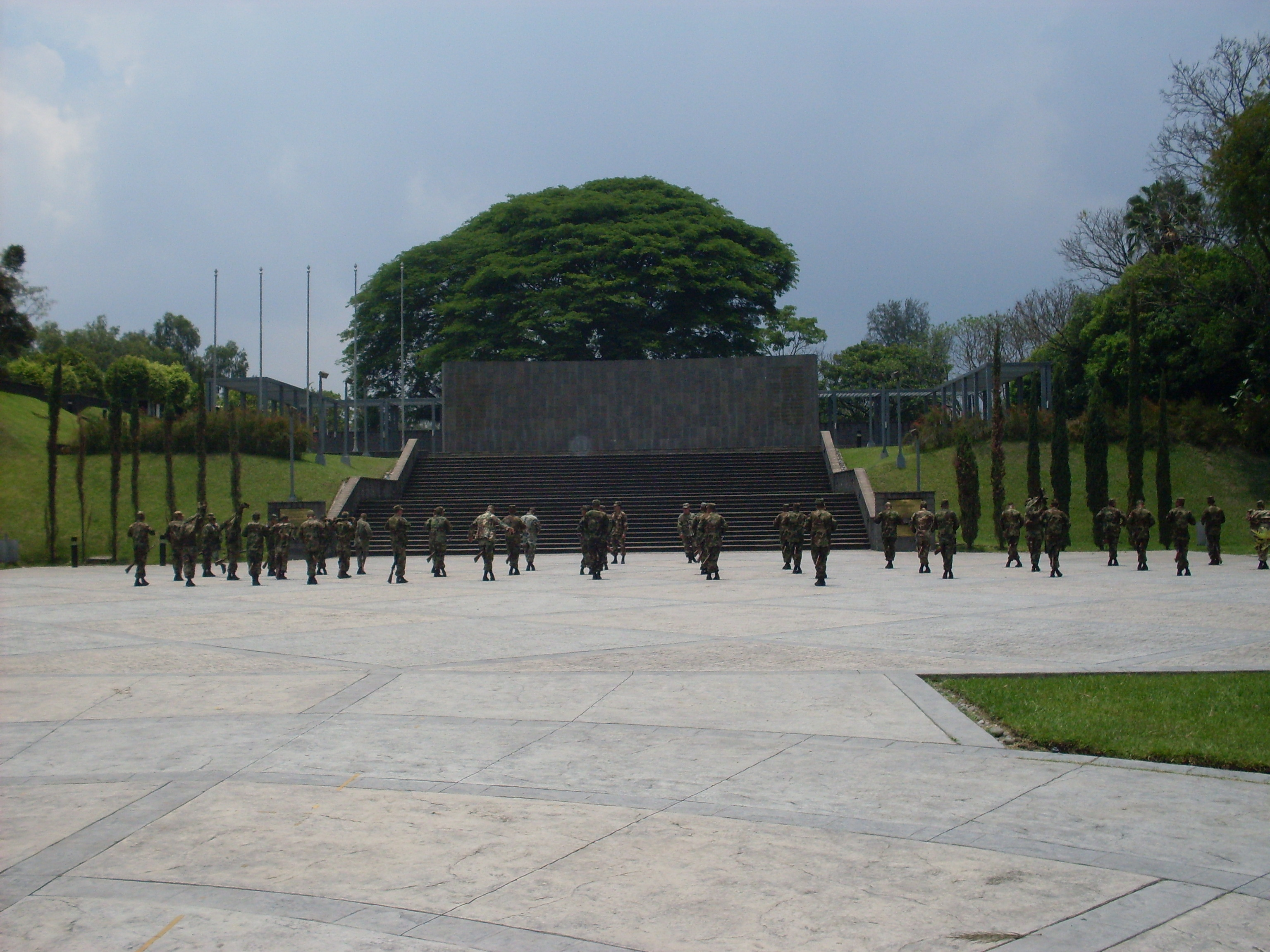
Monumento a los Próceres Nacionales, San Salvador.

El 5 de noviembre de 1811 los presbíteros José Matías Delgado, Nicolás, Vicente y Manuel Aguilar y el general Manuel José Arce, entre otros, lanzan el primer movimiento independentista en San Salvador contra las autoridades de la Capitanía General de Guatemala, a la que pertenecía la Intendencia de San Salvador.
Las hermanas María Feliciana de los Ángeles y Manuela Miranda difundieron las noticias del movimiento patriota en la campiña de Sensuntepeque, promoviendo un levantamiento general contra los realistas.
El 29 de diciembre de 1811 los patriotas salvadoreños: comisarios Juan Morales, Antonio Reyes, Isidro Cibrián y las hermanas María Feliciana de los Ángeles Miranda y Manuela Miranda, iniciaron una insurrección en Piedra Bruja (una roca con petroglifos ubicada camino de San Lorenzo), territorio norteño de Sensuntepeque del actual departamento de Cabañas, seguidos por hombres procedentes de los caseríos de San Lorenzo, El Volcán, San Matías, La Bermuda y Santa María.
Tras asaltar la población de Sensuntepeque, tomar el cuartel y plaza de armas y deponer a las autoridades coloniales presididas por el teniente subdelegado José María Muñoz, carentes de apoyo en Sensuntepeque y de los refuerzos esperados de Guacotecti, los patriotas tuvieron que dispersarse.
Perseguidos y capturados por los españoles, Sibrián, Morales y Reyes fueron enviados prisioneros al Castillo de Omoa, Honduras.
Las hermanas Miranda, por su parte, fueron procesadas en Sensuntepeque mientras permanecían recluidas en el convento de San Francisco de la localidad de San Vicente de Austria y Lorenzana.
Fueron condenadas a sufrir cien azotes y a trabajar como siervas sin paga en la casa del párroco doctor Manuel Antonio de Molina y Cañas, cura del templo del Pilar y en ese entonces realista acérrimo que llegó a tachar el movimiento como sacrílego y reafirmó el juramento de fidelidad a Fernando VII de España.
La sentencia fue ejecutada por el verdugo frente a la multitud reunida en la Plaza Central de San Vicente en el primer trimestre de 1812.
Según la tradición, María de los Ángeles Miranda murió durante el suplicio, aunque otras fuentes basadas en los documentos personales de un médico de la Armada Española que vivía entonces en San Vicente de Austria y Lorenzana, sostienen que la líder revolucionaria padecía de una afección por «una larva estimulada por emanaciones sulfurosas» que aquel trató por órdenes de las autoridades españolas.
Muriera o no por el castigo recibido, su patriotismo hizo que la Liga Femenina Salvadoreña y otras entidades de la sociedad civil de esa nación centroamericana impulsaran su declaración como «Heroína de la Patria», lo que fue convalidado por el decreto legislativo 101 del 30 de septiembre de 1976, honor renovado por un decreto la Asamblea Legislativa salvadoreña de diciembre de 2003 que dispuso también que su nombre y el de otras mujeres patriotas se inscribiera en el nuevo Monumento a la Libertad, inaugurado en mayo de 2004 en el Museo Militar en la capital salvadoreña.
Una alegoría suya figura en una pintura del chileno Luis Vergara Ahumada (1917- †1987) reflejando los hechos del 5 de noviembre de 1811, obra que se exhibe en una de las paredes del Salón de Honor de la Casa Presidencial de El Salvador, en la ciudad de San Salvador.